# Malé Kršteňany
Malé Kršteňany jsou obec na Slovensku v okrese Partizánske v Trenčínském kraji. Žije v ní 527 obyvatel.
Vesnice se nachází na úpatí Strážovských vrchů. První písemná zmínka o ní pochází z roku 1255. Ve vsi stojí římskokatolický kostel Narození Panny Marie, přestavěný v roce 1933. Ve správním území obce leží přírodní rezervace Veľký vrch.